# Dirk Leupolz
Dirk Leupolz (* 29. Mai 1970 in Freiburg im Breisgau) ist ein deutscher Filmkomponist.  Er komponierte bis heute die Musik für mehr als 100 Episoden deutscher Fernsehserien und über 25 Filme.

## Werk (Auswahl)
- 1995: Und tschüss! (Serie, 13 Folgen)
- 2001: Tatort – Berliner Bärchen
- 2001: Das Jugendgericht (Serie)
- 2002: Das Familiengericht (Serie)
- 2002: Das Strafgericht (Serie)
- 2004: Der Heiland auf dem Eiland (Serie)
- 2004: Meine schönsten Jahre (Serie, 8 Folgen)
- 2004: Schulmädchen (Serie, 6 Folgen)
- 2005: Die unlösbaren Fälle des Herrn Sand
- 2005–2008: Die Gerichtsmedizinerin (Serie, 12 Folgen)
- 2006–2007: SOKO Rhein-Main (Serie, 16 Folgen)
- 2007: Nur ein kleines bisschen schwanger
- 2007: Ein Fall für Nadja (Serie, 6 Folgen)
- 2007–2012: SOKO Leipzig (Serie, 8 Folgen)
- 2008: Die Anwälte (Serie, 8 Folgen)
- seit 2008: Ein Fall für zwei (Serie)
- 2008: Fast Track: No Limits
- 2008–2013: Kommissar Stolberg (Serie, 17 Folgen)
- 2009: Résiste – Aufstand der Praktikanten
- 2010: Ausgerechnet Afrika
- 2010: Die Draufgänger (Serie)
- 2011: Die Stein (Serie, 2 Folgen)
- 2011: Hindenburg
- 2011: Wilsberg: Im Namen der Rosi (Serie)
- 2011: Tatort – Tödliche Ermittlungen
- 2012: Die Tote ohne Alibi
- 2012: Wilsberg: Aus Mangel an Beweisen
- 2012: Wilsberg: Die Bielefeld-Verschwörung
- seit 2012: Letzte Spur Berlin (Serie)
- seit 2012: Laim (Fernsehreihe) → Episodenliste
- 2013: Wilsberg: Die Entführung
- 2013: Wilsberg: Gegen den Strom
- 2013: Hafen der Düfte
- 2013: Mordshunger – Verbrechen und andere Delikatessen (Serie, 2 Folgen)
- 2014: Wilsberg: Das Geld der Anderen
- 2014: Friesland – Mörderische Gezeiten
- seit 2014: Die Chefin (Serie)
- 2015: Starfighter – Sie wollten den Himmel erobern
- 2015: Wilsberg: 48 Stunden
- 2015: Engel unter Wasser
- 2016: Ein starkes Team: Geplatzte Träume
- 2016: Das Mädchen aus dem Totenmoor
- seit 2016: Der Bergdoktor (Serie)
- 2019: 23 Morde – Bereit für die Wahrheit? (Fernsehserie, 6 Folgen)
- 2019: Wilsberg: Ins Gesicht geschrieben
- 2020: Der Alte und die Nervensäge (Fernsehfilm)
- 2022: Ein starkes Team: Abgestürzt
- 2022: Barbara Salesch – Das Strafgericht
- 2023: Friesland – Artenvielfalt

## Auszeichnungen
- 2013: Nominierung für den Grimme-Preis für Letzte Spur Berlin